# Joseph Patrick Kennedy, Jr.
Pour les articles homonymes, voir Joseph Kennedy (homonymie) et Kennedy.
Joseph Patrick Kennedy, Jr., né le 25 juillet 1915 à Brookline (Massachusetts) et mort le 12 août 1944 à Blythburgh (Royaume-Uni), est un membre de la célèbre famille Kennedy des États-Unis, et le frère aîné du président John Fitzgerald Kennedy.

## Biographie

### Études et préludes en politique
Né le 25 juillet 1915 à Brookline (Massachusetts), il est le premier enfant de Joseph Patrick Kennedy ,Sr. et Rose Fitzgerald. Kennedy
Surnommé « Joe Jr », il est un brillant étudiant en droit à Harvard, et il est dès son plus jeune âge « programmé » par son père pour devenir un jour président des États-Unis. En 1940, il décroche un siège de délégué du Massachusetts à la convention nationale du Parti démocrate[réf. nécessaire].

### Mort en opération

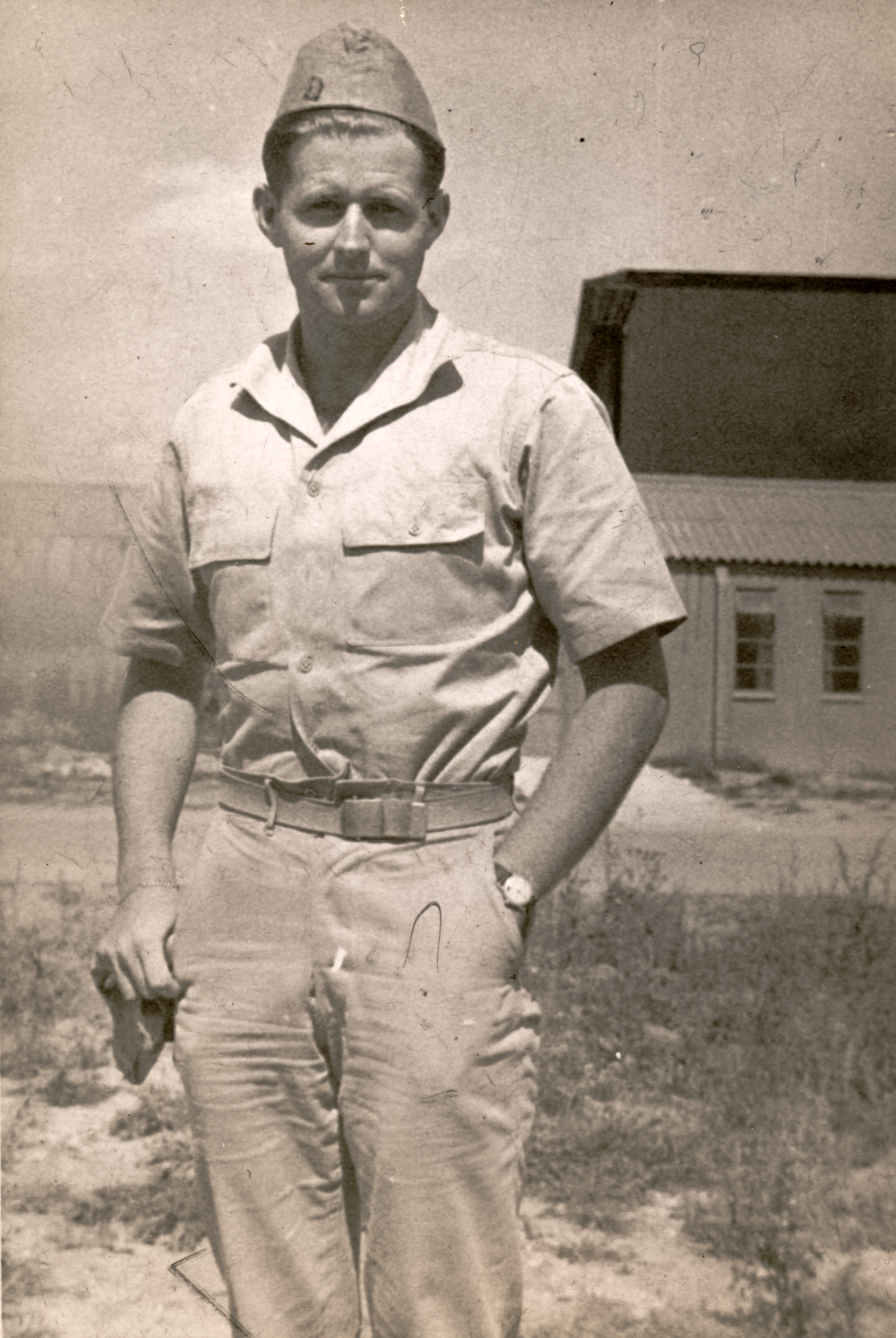
Dernière photo de Joseph P. Kennedy Jr., le 12 août 1944, jour de sa mort.

Lors de la Seconde Guerre mondiale, son frère cadet (le futur président John Fitzgerald Kennedy) vient de se distinguer pour ses faits d'armes dans le Pacifique. Jaloux, Joe Jr se porte volontaire pour participer à une mission expérimentale dont l'une des finalités est la destruction du V3, un canon géant devant tirer en continu des obus de 150 mm vers l'Angleterre. La cible avait déjà été bombardée, mais à cause d'un manque de coordination des différents services de renseignement, cette mission - alors inutile - aura bien lieu.
Le 12 août 1944, Joseph Patrick Kennedy Jr décolle avec son copilote le Lt. Wilford John Willy  à 17 h 52 à bord d'un B-24 Liberator pour une mission expérimentale pour laquelle il s'était porté volontaire, l'« opération Anvil » (« Enclume » ; le but est d'envoyer un bombardier télécommandé s'écraser avec une importante charge explosive contre une cible, mais le décollage doit être effectué par un pilote et un copilote qui sautent ensuite en parachute au-dessus de l'Angleterre). Vers 18 h 20, alors qu'il se prépare à évacuer l'appareil comme prévu, son avion, transformé en bombe volante (il transporte environ 11 000 kg d’explosif Torpex), explose au-dessus de Blythburgh (Angleterre). Il meurt avec son copilote immédiatement. Il était âgé de 29 ans au moment des faits. Son corps ne fut jamais retrouvé.
L'enquête de l'époque conclut qu'un problème électrique était à l'origine de la cause de la détonation des charges.
Sa mort prématurée poussera son père à revoir ses ambitions pour son frère cadet John, jusque-là jeune homme plutôt dilettante et qui s'orientait vers une carrière de journaliste.

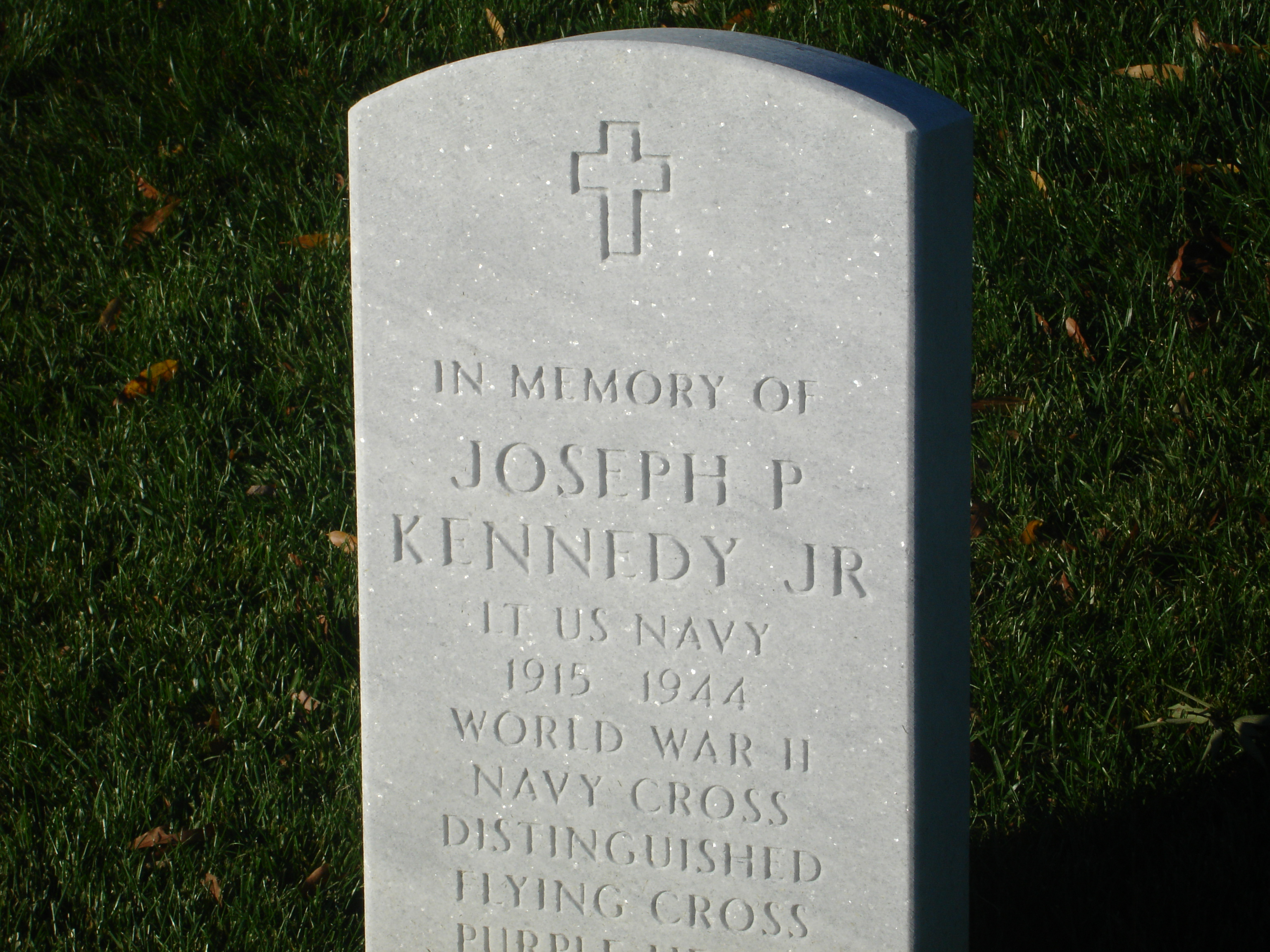
Pierre tombale commémorative de Joseph P. Kennedy Jr. au cimetière national d'Arlington.

Célibataire, Joe Jr. ne laisse pas de descendance.